# Molosse (poésie)
Le molosse est un pied de la métrique antique, composé de trois syllabes longues. Il se note | — — — |. 
Il peut dans la versification grecque et latine remplacer un choriambe, un ionique mineur ou un ionique majeur par substitution d’une syllabe longue aux deux brèves.

## Étymologie
Le mot vient du grec ancien Mολοσσός. Le Dictionnaire de Trévoux (1743) en explique ainsi le nom : « Il a pris ce nom d'une danse des Molosses, ou parce que dans le temple de Jupiter Molosse on chantait des odes où ce pied entrait & qu’on les chantait en mémoire de Molossos, fils de Pyrrhus & d’Andromaque ; ou parce que la marche des Molosses allant au combat était composée de ce pied & avait une cadence où ce pied dominait. »

Ce pied se dit en latin : molossus, extensipes ou encore pes hippius.

## Littératures antiques

### En grec
Voici un pied molosse au milieu de vers sotadéens grecs :
— — ∪ ∪ | — ∪ — ∪ | — ∪ — ∪ | — ∪

Ἂν πλούσιος ὢν καθ’ἡμέραν σκοπῇς τὸ πλεῖον,

| — ∪ — ∪ | — ∪ — ∪ | ∪ ∪ ∪ — ∪ | — ∪

ἐς τοσοῦτον εἶ πενιχρός, ἐς ὅσον εἶ περισσός.

| — ∪ — ∪ | — — —  | — ∪ — ∪ | — —

Ὡς πένης θέλει σχεῖν͵ καὶ πλούσιος πλέον σχεῖν͵

| — ∪ ∪ — | — — | — — | — — ∪ ∪ | — —

ἴσον ἔχουσιν αὐτῶν αἱ ψυχαὶ τὸ μεριμνᾶν.

### En latin
Le Dictionnaire de Trévoux donne trois exemples de mots latins qui sont des molosses : aūdērī, cāntābānt et vīrtūtēm.

Diomède (livre III) cite de Césius Bassus ce vers molosse : « Romani | victores | Germanis | devictis. »

## Littératures modernes
Le Dictionnaire de Trévoux le blâme, pour ce qui est apparemment du français : « Le Molosse n’entre point dans les vers parce qu’il a trois syllabes longues, qui sont trois mesures, ce qui est trop. »
Les critiques anglais ont nommé « molosses » beaucoup de pieds, sans que cela soit toujours parfaitement fondé. Ainsi dans les Ballads of a Cheechako de Robert William Service (1910) faut-il voir un molosse en gras, au risque de briser l'heptamètre iambique ?
For thus the / Great White Chief / hath said, / "In all / my lands / be peace"

En poésie russe, le molosse correspond en revanche assez bien aux pieds composés de trois accents, comme chez Marc Ariévitch Tarlovski (ru) dans «Молчаливый полёт»> :
«Я́, ты́, óн!», был отпор коллективного грома,

«Бью́, бьёшь, бьёт!.. рву́, рвёшь, рвёт!» — отвечали десятки…

## Musique
Le compositeur français Charles-Valentin Alkan a publié en 1846 une étude intitulée En rythme molossique (en) (opus 39 pour piano) et basée sur le molosse.